# Geotrupes
Geotrupes (z řeckého geos, země a trypetes, vrtat) je rod brouků z čeledi chrobákovití (Geotrupidae).